# هارولد دو
هارولد دو (بالإنجليزية: Harold Dow)‏ هو صحفي أمريكي، ولد في 28 سبتمبر 1947 في هاكينساك في الولايات المتحدة، وتوفي في 21 أغسطس 2010 في ريدجوود في الولايات المتحدة بسبب ربو.

## وصلات خارجية
- هارولد دو على موقع إن إن دي بي (الإنجليزية)